# 7293 Кадзуюкі
7293 Кадзуюкі (7293 Kazuyuki) — астероїд головного поясу, відкритий 23 березня 1992 року.
Тіссеранів параметр щодо Юпітера — 3,659.